# Acme (fiktivt varumärke)

ACME.

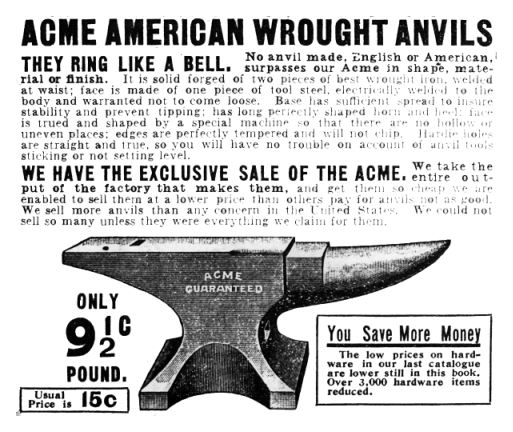
En riktig annons för ett ACME städ.

Acme, även ACME, är ett fiktivt varumärke som används i amerikanska media. Acme existerar inte i verkligheten utan används ofta för att kunna fylla ut behovet av ett firmanamn utan att göra reklam för ett existerande företag. I vissa komedier har det skämtats om bruket av detta namn. På grund av den gratisreklam som förekomsten av namnet ger har flera företag tagit namnet Acme.
Ursprungligen[källa behövs] kommer namnet från de tecknade filmerna om Gråben & Hjulben där Gråbens dynamit, fällor eller andra produkter kommer just från Acme. I tecknade serier med Looney Tunes, det vill säga Snurre Sprätt och Daffy Duck förekommer ACME ofta på produkter/varor/skyltar. ACME sägs vara en förkortning av A Company that Makes/Manufactures Everything, men det är sannolikt en efterkonstruktion. Troligen kommer istället namnet från grekiskans ἀκμή som betyder ”det som är toppen”.